# Biopolymeer
Een biopolymeer is een biologische polymeer - groot biomolecuul - dat in het organisme wordt aangemaakt uit kleinere, 'in serie geschakelde' biomoleculen (biologische monomeren). De monomeren zijn onderling chemisch gebonden door covalente bindingen. In tegenstelling tot synthetische polymeren als pvc en polystyreen, die tot de additiepolymeren behoren, zijn de meeste biopolymeren condensatiepolymeren. Biopolymeren kunnen, ondanks hun diversiteit, op grond van gemeenschappelijke eigenschappen in groepen worden ingedeeld.

## Groepen biopolymeren
Onderstaande groepen organische moleculen vallen onder de biopolymeren:
- nucleïnezuren: bijvoorbeeld DNA en RNA
- eiwitten
- koolhydraten: polysachariden zoals cellulose, pectine en zetmeel
- rubber
- polyfenolen: tanninen, en fenylpropanoïden zoals ligninen (houtstof) en flavonoïden
- suberine (kurkstof)